# Joan Pinyol i Colom
Joan Pinyol i Colom (Capellades, l'Anoia, 1966), és un escriptor català llicenciat en filologia catalana. També exerceix de professor de català, literatura catalana i de literatura universal a l'Institut Pere Vives i Vich. Ha guanyat diversos premis literaris, el darrer dels quals l'any 2007, el Premi Joaquim Ruyra de narració dels Recull de Blanes amb Pilota de set. El 2019 va publicar el llibre Avi, et trauré d'aquí! (Saldonar), on relata la lluita per portar les restes del seu avi a Capellades des del Valle de los Caídos. Col·labora en diversos mitjans de comunicació com Anoia Diari, La Veu de l'Anoia, Quadern de les idees, les arts i les lletres, El 3 de vuit o L'Enllaç. Forma part del col·lectiu Narradors Centrals i del grup Lola Palau, integrat per diversos escriptors del Bages, Berguedà, Anoia, Solsonès i Osona.

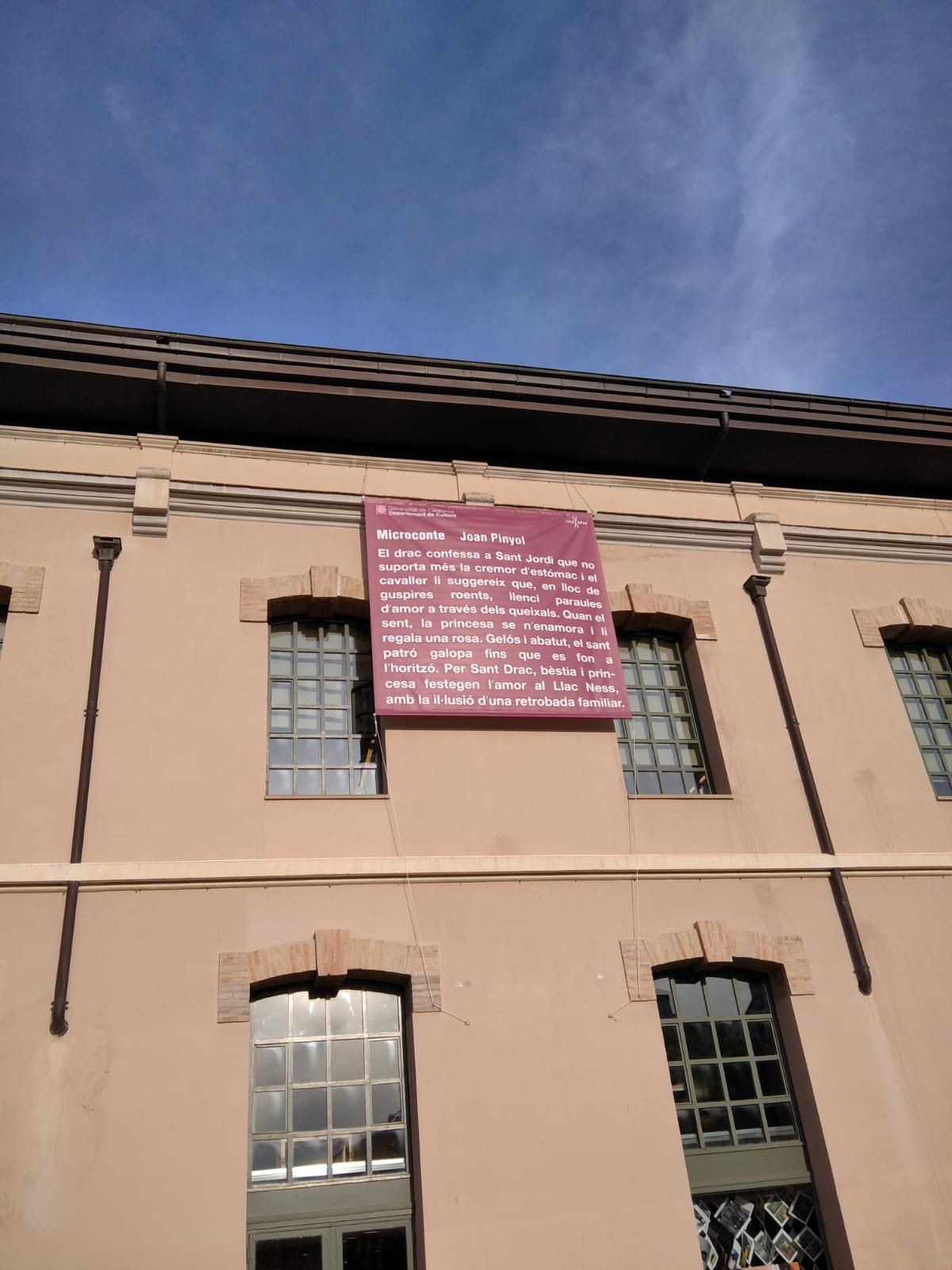
Microconte del escriptor Joan Pinyol penjat a la façana de la Biblioteca Central d'Igualada durant Sant Jordi de 2021.

## Obra[5]

### Poesia
- 'autor', amb Josep Costa Solé, Capellades, PonsTort Editor, 2000

### Narrativa breu
- Balancí d'onades, Picanya, Edicions del Bullent, 1994
- Avinguda Capri, Barcelona, Columna Edicions, 1999
- Ningú ve fet a mida, Eivissa, Res Publica Edicions, 2001
- Noranta-nou maneres de no viure encara a la lluna, Benicull de Xúquer (València), 7 i mig Editorial, 2001
- Inquieta nit i altres contes, Eivissa, Res Publica Edicions, 2003
- Stòitxkov i Sofia, València, Brosquil Edicions, 2003
- Dorotea i la joia gegantina, València, Brosquil Edicions, 2005
- Micromèxics, València, Brosquil Edicions, 2007
- Pilota de set, Barcelona, Edicions Proa, 2008
- Fi de curs a Bucarest, Barcelona, Baula, 2008
- Glops, Terres de l'Ebre, Editorial Petròpolis, 2009
- Planeta Lluç, Sabadell, Editorial Aire, 2012
- Ningú no mor, Benicarló, Onada Edicions, 2013[6]

### Llibres biogràfics
- Perquè som poble. Capellades. Llangardaix edicions, 2013
- Aventures i pintures. Josep Costa Solé. Capellades 1913-2003. Capellades. Ajuntament, 2014

### Llibres històric i periodístic
- Avi, et trauré d'aquí! Saldonar edicions, 2019
- Avi, et trauré d'aquí!. Edició actualitzada. Saldonar edicions, 2021